# Wee Georgie Wood Railway
| Wee Georgie Wood Railway | Wee Georgie Wood Railway |
| ------------------------ | ------------------------ |
| Bahnhof Tullah           |                          |
| Streckenlänge:           | 1,9 km                   |
| Spurweite:               | 610 mm (2-Fuß-Spur)      |
|                          |                          |

Die Wee Georgie Wood Railway ist eine 1,9 km lange Schmalspur-Museumseisenbahnlinie mit einer Spurweite von 610 mm (2 Fuß) bei Tullah in der West Coast Municipality von Tasmanien.

## Lage und Name
Die ursprünglich 10 km lange Bahnlinie liegt in der Nähe des Wasserkraftwerks am Pieman River sowie den Seen Lake Rosebery, Lake Mackintosh und Lake Murchison. Teile der Strecke wurden nach dem Bau der Staudämme dieser Stauseen überflutet.
Früher wurde die im November 1902 in Betrieb genommene Bahnlinie auch North Mount Farrell Tramway, kurz Farrell Tramway oder Tullah Tram genannt.
Der Name der heute noch 1,9 km langen Museumseisenbahn geht auf die dort verkehrende Dampflok zurück, die wegen ihrer kleinen Baugröße nach dem nur 1,45 m großen britischen Schauspieler Wee Georgie Wood (1894–1979) benannt wurde.

## Geschichte

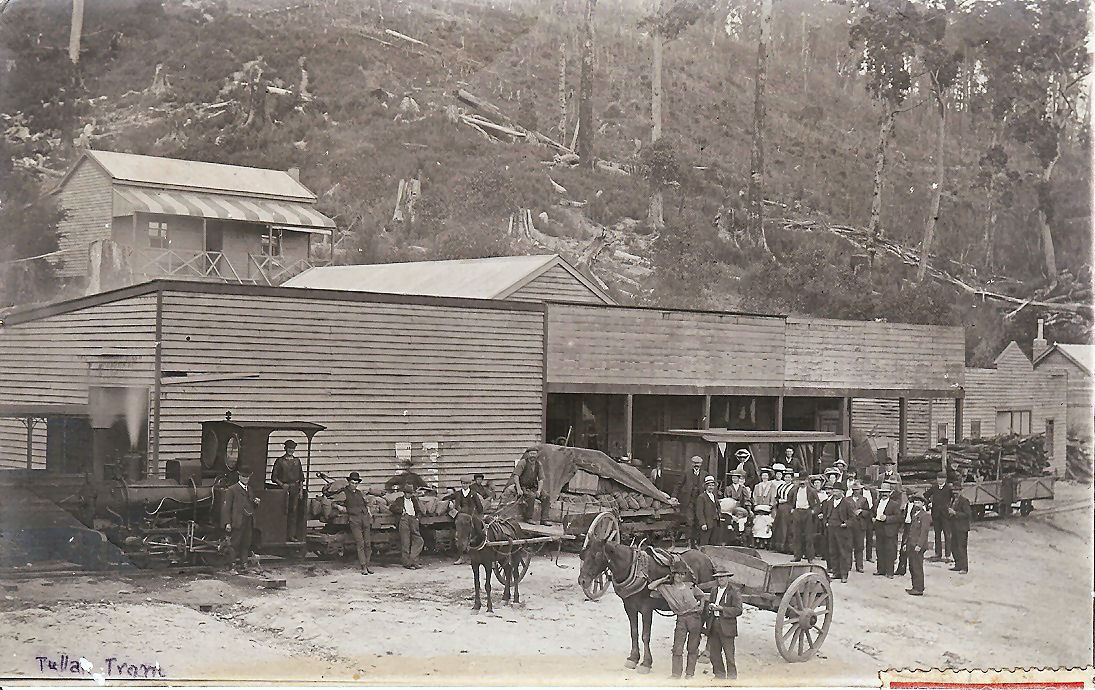
North Mount Farell Tramway

In der Gegend von Tullah wurde ab 1892 Galenit (Bleiglanz), ein oft silberreiches Blei-Erz, abgebaut. Das Erz zu vermarkten war aber vor dem Bau der Eisenbahn schwierig: Vor dem Bau der Eisenbahn musste das Erz auf dem Rücken von Packeseln und Pferden transportiert werden, weil es bis zum Bau des Murchison Highway, der 1962 eröffnet wurde, keine Straßen oder befahrbaren Feldwege nach Tullah gab.
Deshalb wurde der Bau einer 13 km langen Pferdeeisenbahn in nördlicher Richtung zur Boco Siding an der Emu Bay Railway geplant. Statt der ursprünglich vorgesehenen Stahlschienen wurde sie 1902 mit hölzernen Schienen errichtet. Sie konnte zwar anfangs das Verkehrsaufkommen zu vertretbaren Kosten bewältigen, aber als sich der Ertrag des Bergwerks vergrößerte, wurde nach einer effektiveren Transportlösung gesucht. Eine kürzere Dampfeisenbahnlinie mit Stahlschienen wurde entlang des Nordufers des Pieman River wurde von den Gebrüdern Dunkley verlegt, die sich in der Tasmanischen Holzindustrie bereits einen Namen gemacht hatten. Sie wurde 1909 in Betrieb genommen. Sie traf die Emu Bay Railway bei der Farrell Siding auf einem 1:40 Gefälle kurz vor der Brücke am Pieman River, sodass wegen der Steigung aufwendige Umladevorrichtungen errichtet werden mussten.
Das Bergwerk wurde 1932 wegen des Rohmetallpreisverfalls während der weltweiten Wirtschaftskrise vorübergehend geschlossen, aber wurde 1934 wiedereröffnet, als ein weiteres Galenit-Vorkommen in der Nähe gefunden wurde. Kurz nach der offiziellen Eröffnung des Murchison Highway wurde Ende 1962 der Betrieb auf der Strecke von Tullah zur Farrell Siding eingestellt, aber die Dampflokomotive Wee Georgie Wood fuhr weiterhin auf dem 800 m langen Abschnitt zwischen dem Bergwerk und der Scheideeinrichtung.
Die Wee Georgie Wood Steam Railway Inc wurde 1977 mit dem Ziel gegründet, die Dampflok Wee Georgie Wood generalzuüberholen und eines Tages als Museumseisenbahn zu verwenden. Freiwillige und in der Nähe gelegene Unternehmen renovierten die Dampflok, verlegten 1,9 km Schmalspurschienen und restaurierten einen Personenwagen, der früher auf der Lake Margaret Tramway eingesetzt worden war. Am 5. Februar 1987, eröffnete der Premierminister von Tasmanien Robin Gray die Strecke offiziell.

## Lokomotiven
| Hersteller         | Nummer    | Name                   | Baujahr | Achsfolge |
| ------------------ | --------- | ---------------------- | ------- | --------- |
| Krauss             | Nr. 2640  | Puppy                  | 1892    | B (0-4-0) |
| Orenstein & Koppel | Nr. 718   |                        | um 1901 | B (0-4-0) |
| Fowler             | Nr. 16203 | Wee Georgie Wood       | um 1924 | B (0-4-0) |
| Fowler             | Nr. 17732 | Wee Mary               | um 1928 | B (0-4-0) |
| Krauss             | Nr. 5988  | Number 9               | 1908    | B (0-4-0) |
| Nicola             | Nr. 770   | Vintage Romeo (Diesel) | 1925    | B (4wPM)  |